# Zabirja
Zabirja (ukr. Забір'я) – wieś na Ukrainie, w obwodzie kijowskim, w rejonie fastowskim, w hromadzie Bojarka. W 2001 liczyła 1767 mieszkańców, spośród których 1675 wskazało jako ojczysty język ukraiński, 85 rosyjski, 5 białoruski, a 2 inny.